# Pargny-Filain

Pargny-Filain este o comună în departamentul Aisne din nordul Franței. În 1 ianuarie 2022 avea o populație de 250 de locuitori.